# Safed
Safed en hébreu Tzfat (hébreu : צפת Sefath ; arabe : صفد Safad ; aussi appelée Tsfat) est une ville du nord d'Israël située en Haute Galilée. Avec une altitude de 900 m, c'est la ville la plus élevée d'Israël. Le nom צְפַת vient du verbe צָפָה « guetter, observer ». À l'époque du Sanhédrin de Jérusalem, Safed était l'un des villages-fanaux (מַשּׂוּאוֹת) construits sur les collines depuis Jérusalem, où des feux étaient allumés de proche en proche pour annoncer la nouvelle lune et les jours saints.
Safed est l'une des quatre villes saintes du judaïsme. Elle est communément appelée la « ville bleue des cabbalistes ».

## Histoire

### Antiquité
La ville n'est pas mentionnée dans la Bible. Elle est parfois identifiée avec Sepph (grec : Σεπφ), ville de Galilée fortifiée par Flavius Josèphe pour soutenir une attaque romaine en 66.
La ville est en revanche mentionnée dans le Talmud de Jérusalem.
Entre la période talmudique et les Croisades, son histoire reste inconnue.

### Moyen Âge
Safed apparaît dans les sources juives depuis le Moyen Âge.
Un document de la Guéniza du Caire, écrit en 1034, mentionne une transaction faite à Tiberiade en 1023 par un certain juif du nom de Musa ben Hiba ben Salmun avec la nisba (suffixe apposé à un nom en arabe ) "al-Safati" (soit, « de Safed ») indiquant ainsi la présence d'une communauté juive vivant avec les musulmans au XIe siècle.
Des sources croisés, on sait également qu'en 1140 à Saphet, il existait une forteresse très puissante entre Saint-Jean d'Acre et le lac de Tibériade, construite par le roi Foulques d'Anjou. Puis cette forteresse fut cédée aux Templiers. Elle fut prise par Saladin en décembre 1188 et démantelée en 1220. En 1240, Safed est reprise par les Templiers qui doivent la céder 1266 au sultan mamelouk Baybars, qui renforce les fortifications de la ville et y construit des caravansérails, des bazars et des mosquées. Les Mamelouks font de Safed la capitale d'une province comprenant la Galilée et le Liban.
Si quelques Juifs ont pu vivre à Safed au XIe siècle, une communauté juive ne semble y être fermement implantée qu'à partir du XIIIe siècle. Mais la peste noire amène le déclin de la ville à partir de 1348.
La communauté juive, florissante sous le gouvernement mamelouk, se monte en 1481 à 300 familles dans Safed et ses environs. Ils s'y livrent au commerce des produits alimentaires dont les épices. La communauté sépharade expulsée d'Espagne croît notablement après la conquête de la Palestine par les Ottomans en 1516.
Elle est appelée la « ville bleue des cabbalistes » car c'est la couleur dominante de ses synagogues et de son cimetière où les tombes sont peintes en bleu, et car elle perpétue une longue tradition de cabbalistes, depuis qu'elle est devenue le lieu d'enseignement de Moïse Cordovero et Isaac Louria et a servi de centre de diffusion mondiale de la Kabbale juive au XVIe siècle.

### Période du califat ottoman
Safed est particulièrement importante dans l'histoire du judaïsme, représentant le refuge de nombreux érudits après l'expulsion des Juifs d'Espagne en 1492 ; de fait, elle devient l'un des grands centres de la Kabbale, recueillant des savants aussi renommés que Moïse Cordovero ou Isaac Louria, mais aussi de la Halakha, puisque Yossef Karo, l'auteur du Choulhan Aroukh y résida également. C'est également la ville de Salomon Alkabetz, auteur du Lekha Dodi, hymne chanté pour accueillir le Shabbat. Un autre poème liturgique, Shalom alekhem qui est chanté lors de l'entrée du Shabbat, a également été composé à Safed par les Kabbalistes, à la fin du XVIIe siècle. Le poème liturgique Yedid nefesh, est également composé à Safed au XVIe siècle par le rabbin et kabbaliste Elazar Azikri. 

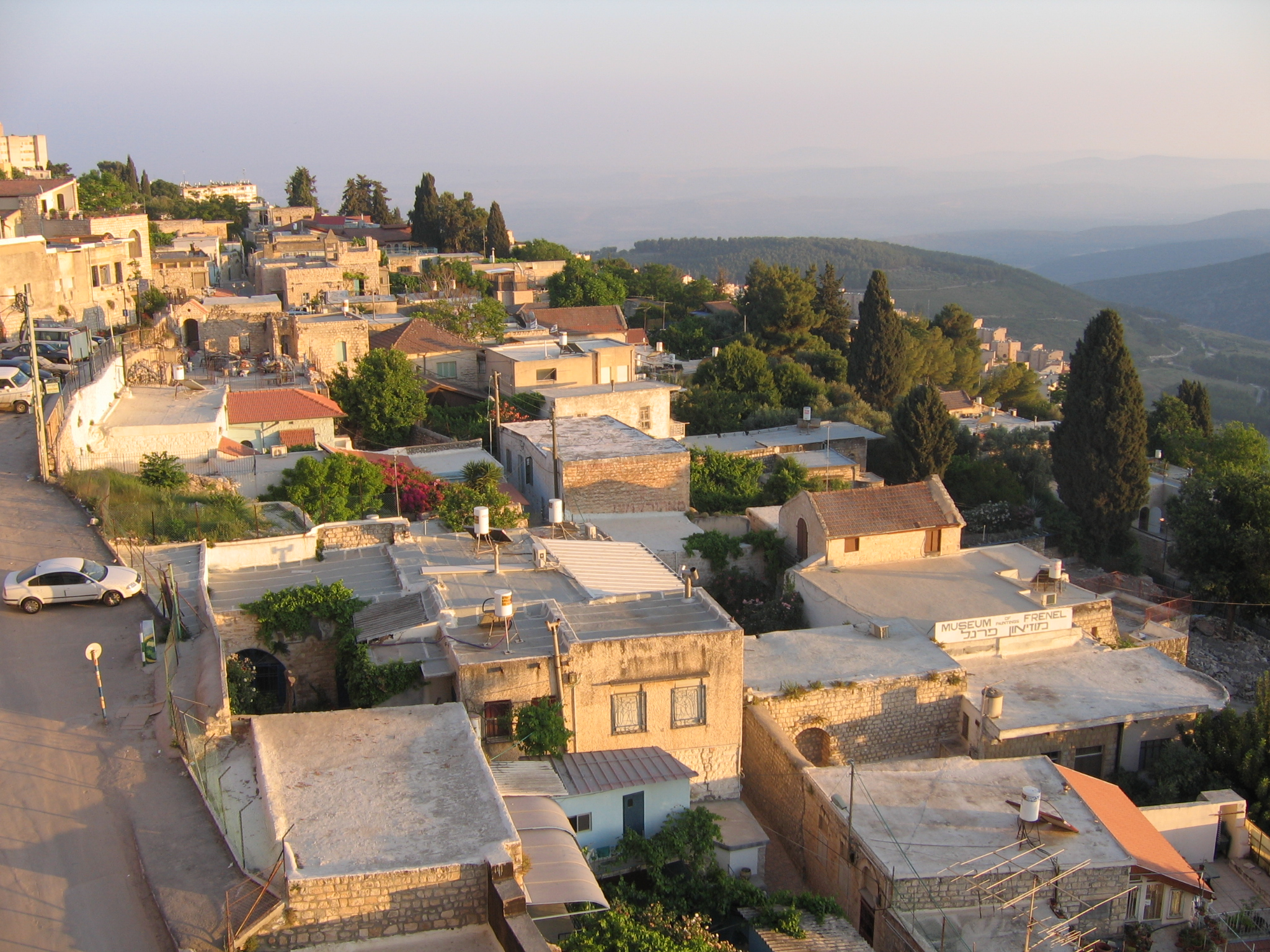
Vue moderne de Safed.

Safed est comptée parmi les quatre villes saintes juives avec Jérusalem, Hébron et Tibériade,. Les traditions talmudiques assignent à Safed et à Tibériade une sainteté qui rivalise avec celle de Jérusalem. Selon elles, le Messie sortira du lac de Génézareth, à Tibériade, et établira le siège de son empire à Safed.

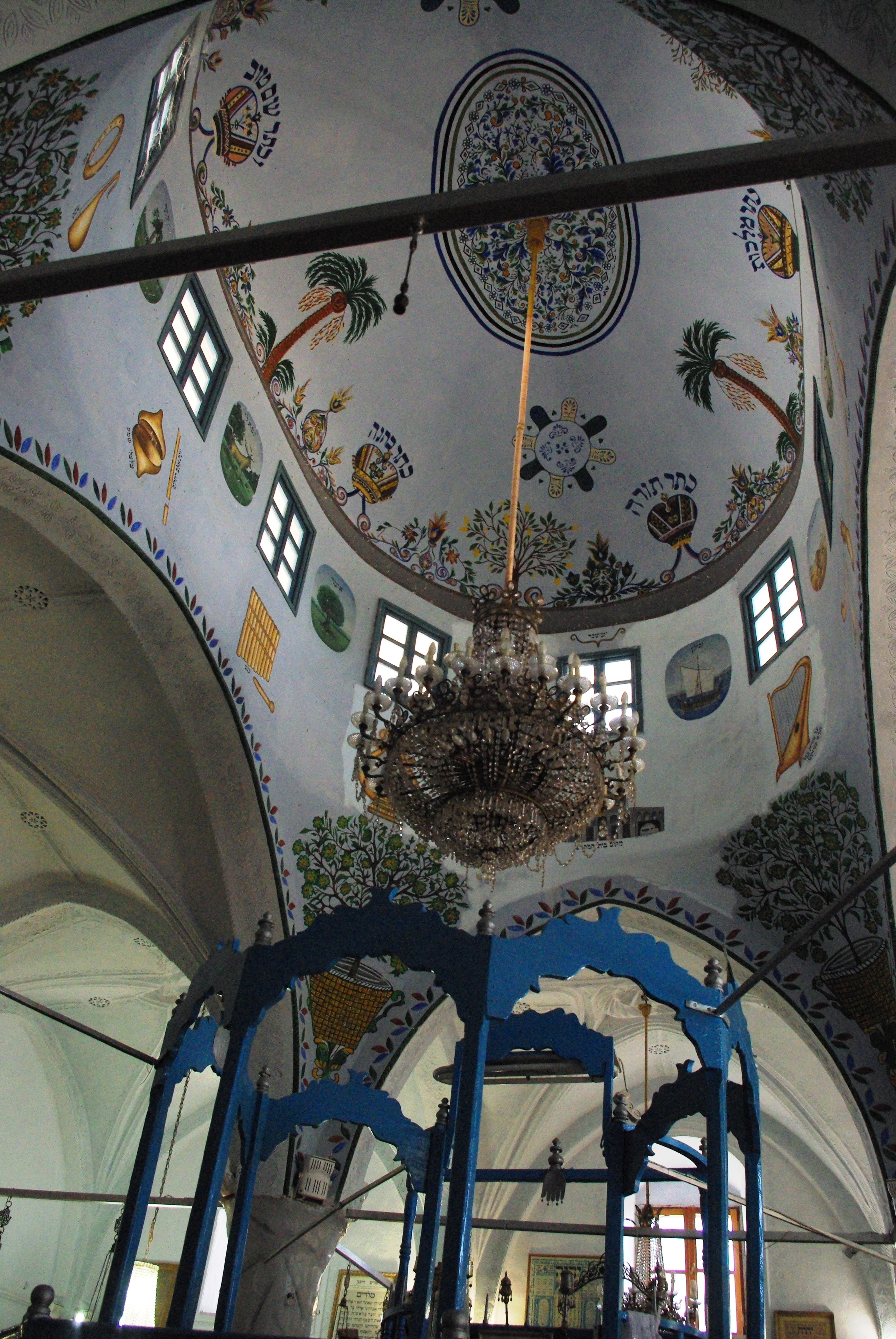
Bimah et coupole de la synagogue Abouhav de Safed (XVIe siècle).
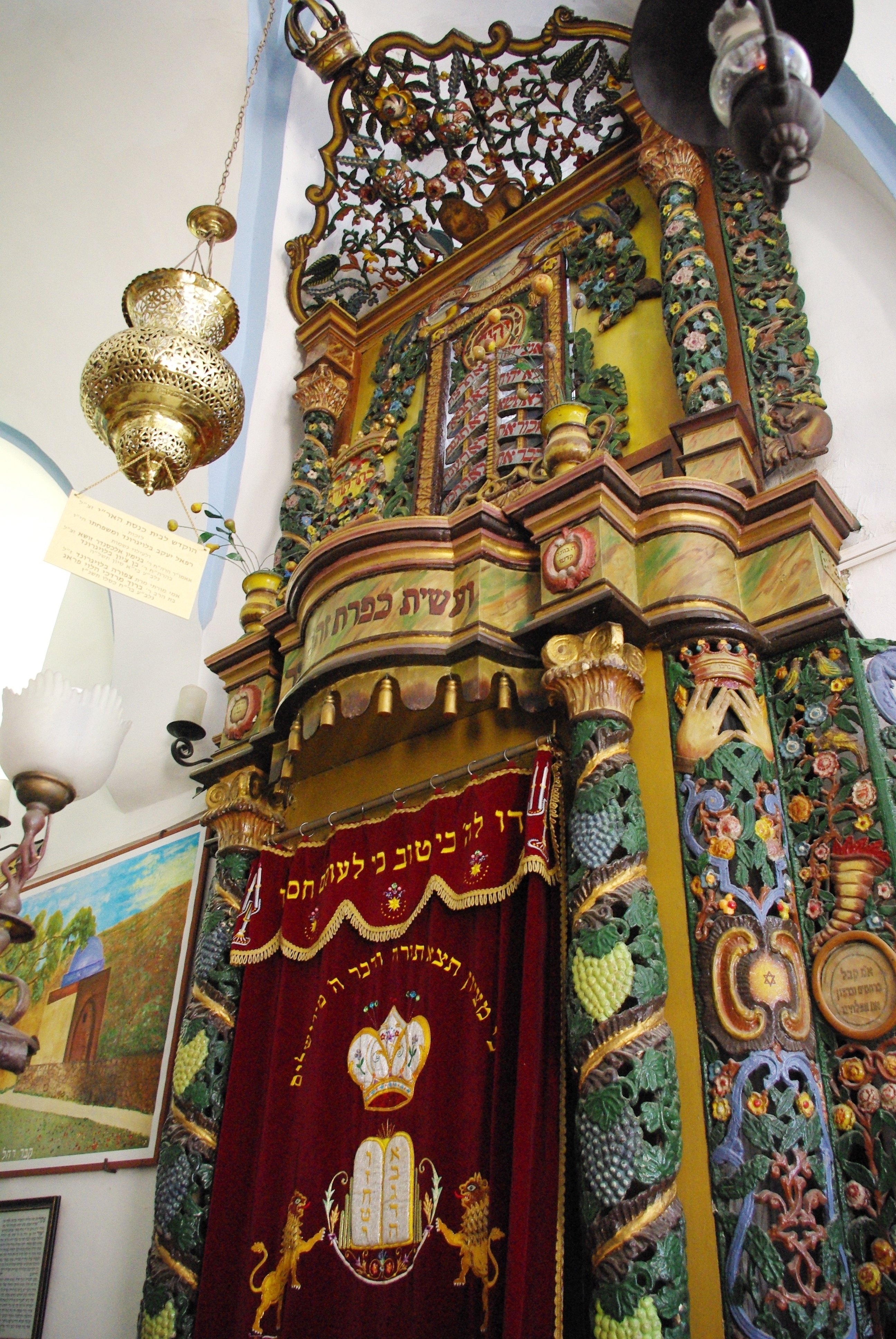
Aron de la synagogue Ari Ashkenazi (XVIe siècle).

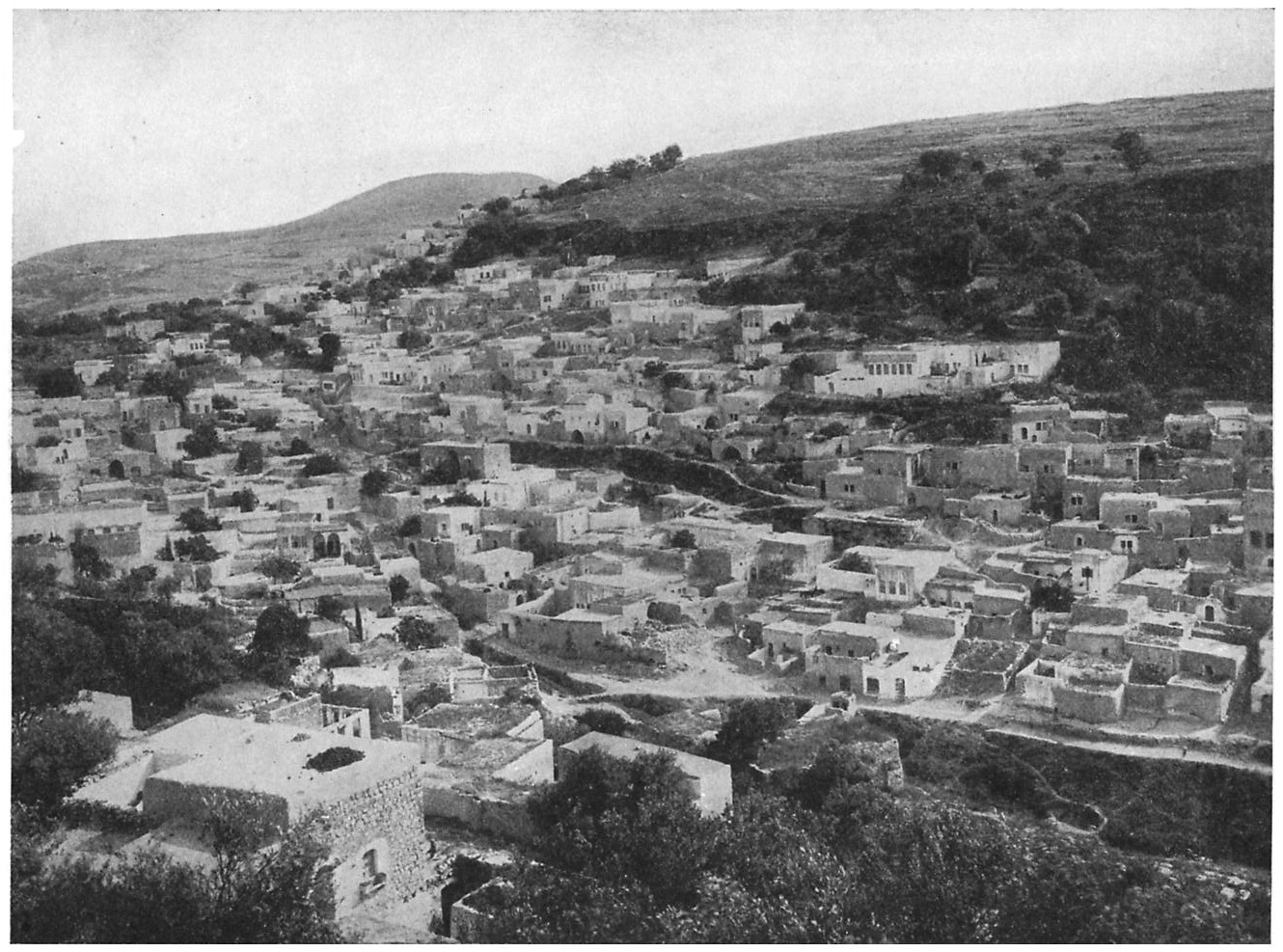
Quartier musulman de Safed en 1908.

En 1522, 300 familles juives vivent à Safed. Des statistiques turques de 1548 indiquent que Safed était alors le centre d'un district comprenant 282 villages ; approximativement 1 900 familles familles de contribuables vivaient en ville dont 716 juives.

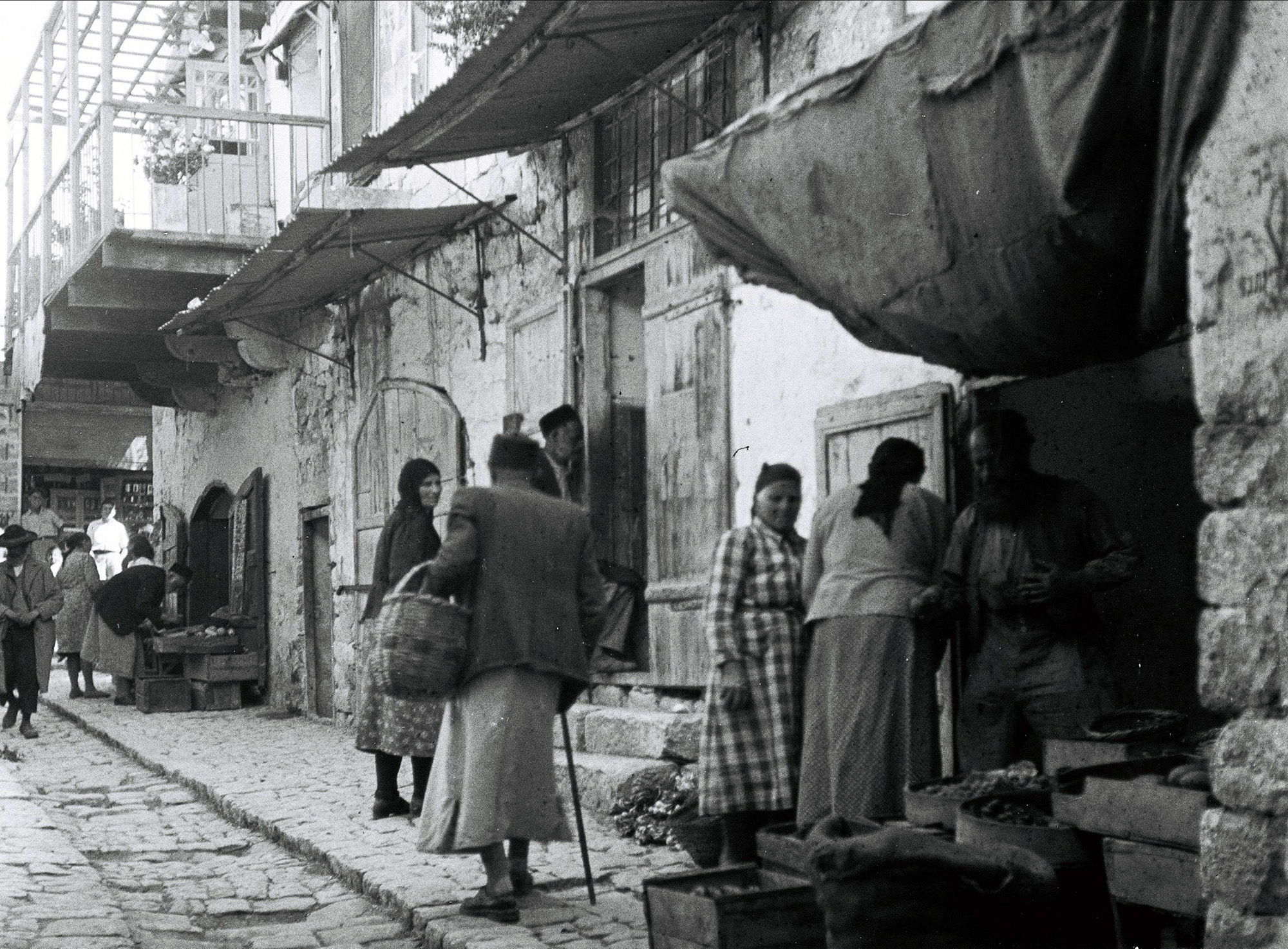
Rue commerçante de Safed en 1946

La cité fut prospère jusqu'au XVIe siècle, et on y fonda en 1578 la première imprimerie du Moyen-Orient. Huit synagogues sont fondées au XVIe siècle.
Cependant, la diminution de la qualité du gouvernement turc, une épidémie en 1747 , un tremblement de terre qui tue 1 800 personnes et conflits entre Juifs et Arabes entraînent peu à peu le déclin de la communauté juive.
La ville fut pratiquement désertée par la population juive après les émeutes arabes de 1929.

### Mandat britannique

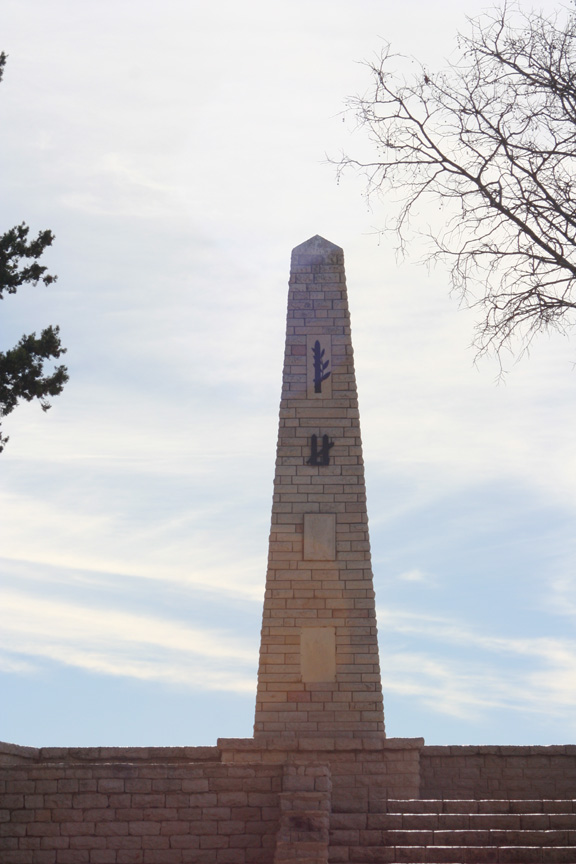
Monument dédié aux soldats qui ont combattu pendant la guerre d'indépendance.

Selon le recensement de 1922 opéré par l'administration britannique, Safed avait une population de 8 761 habitants, dont 5 431 musulmans, 2 986 juifs et 343 chrétiens. Safed est ville à population mixte sous Palestine mandataire, ce qui génère des tensions dès les années 1920. Lors des Émeutes de 1929, 18 Juifs sont tués dans cette ville considérée comme « ville sainte » au même titre que Jérusalem.
Le recensement de 1931 indique 9 441 habitants dont 6465 musulmans et 2547 Juifs.
En 1948, Safed compte une population comprise entre 10 000 et 12 000 Arabes, et 1 500 à 1 700 Juifs pour la plupart religieux,.

### Guerre de 1948 et expulsion des Arabes
En 1948, la ville était habitée par 9 500 Arabes et 2 400 Juifs. Les Juifs y étaient ultra-orthodoxes et non-sionistes. L’opération de nettoyage ethnique de la région a lieu la deuxième quinzaine d’avril 1948, et commence par les villages entourant Safed. La ville était défendue par 400 volontaires de l’armée de libération arabe, dont 200 armés d’un fusil, commandés par Ihan Qam Ulmaz. Plusieurs opérations de harcèlement et de terrorisation des habitants arabes sont menées par le Palmach de janvier à avril. Une fois les villages environnants expulsés, et 70 Arabes massacrés à Ein al-Zeitoun par la Haganah[source insuffisante], les Juifs décident de s’attaquer à la ville avec 1 000 hommes. Qam Ulmaz est alors remplacé. Les faibles troupes arabes ne peuvent rien faire, et toute la population est expulsée ; ne restent qu’une centaine de vieillards, expulsés à leur tour vers le Liban début juin. Selon Benny Morris, au cours de la guerre civile qui marqua les six derniers mois du mandat britannique, les habitants musulmans fuient les combats, sans être autorisés à revenir, dont la famille du président de l'Autorité palestinienne Mahmoud Abbas,.

### Période israélienne

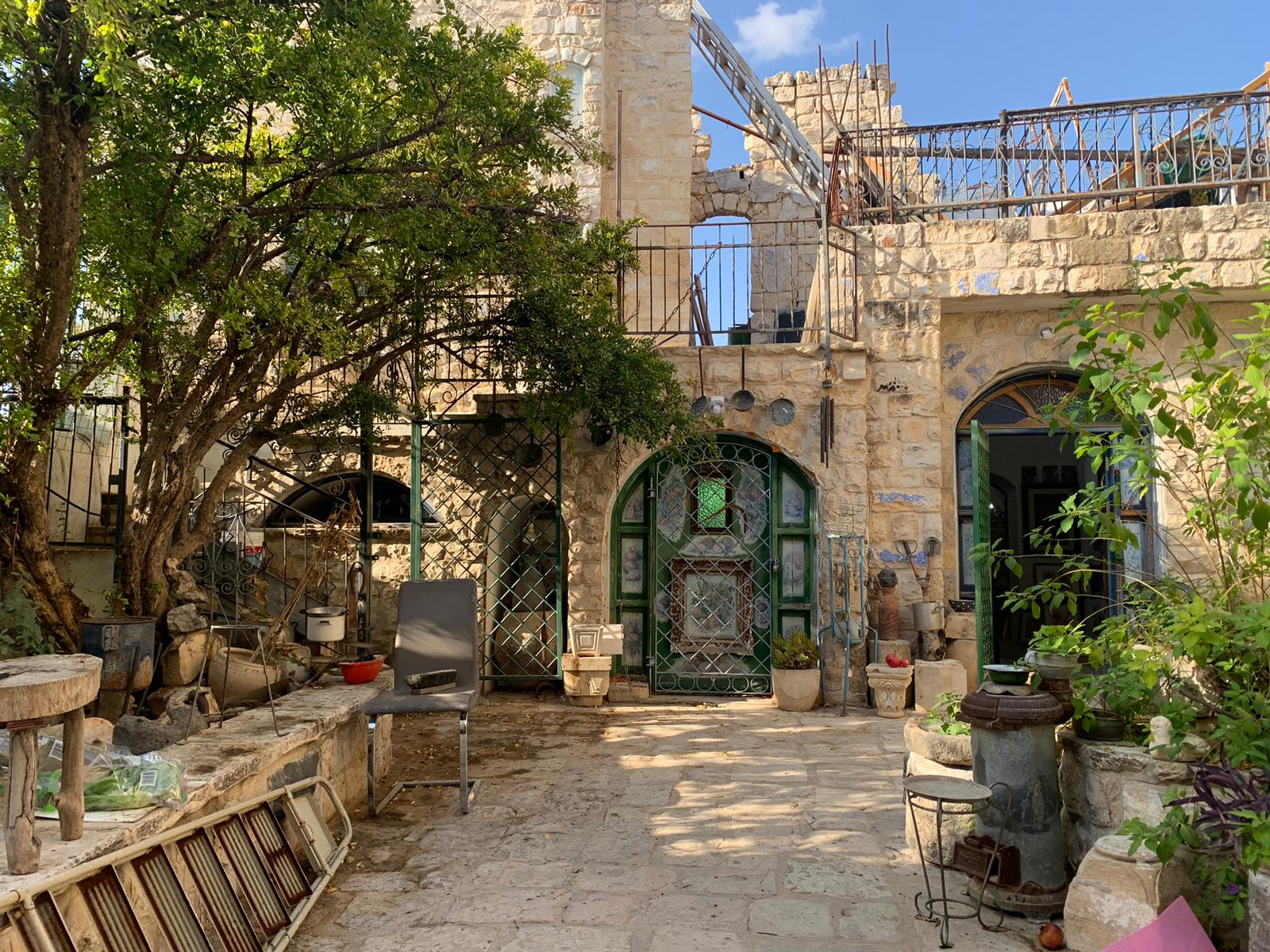
La Galerie Beit Castel à Safed.

Safed a de nos jours regagné en popularité, et est redevenue aujourd'hui un centre d'études juives. C'est aussi un centre artistique, avec ses célèbres rues pavées, ses galeries d'exposition et ses cafés. Il s'y tient annuellement un festival de musique klezmer mondialement connu.
Safed est également devenu de nos jours un lieu de pèlerinage sur les tombes des Justes (Kivre Tsadikim) et dans les antiques synagogues de la ville : synagogue Aboad, Joseph ben Ephraim Karo, Ari Ashkenazi, Ari Sephardi... Il est également possible de se tremper dans le Mikvé du Ari (Isaac Luria), dont les eaux sont glaciales.

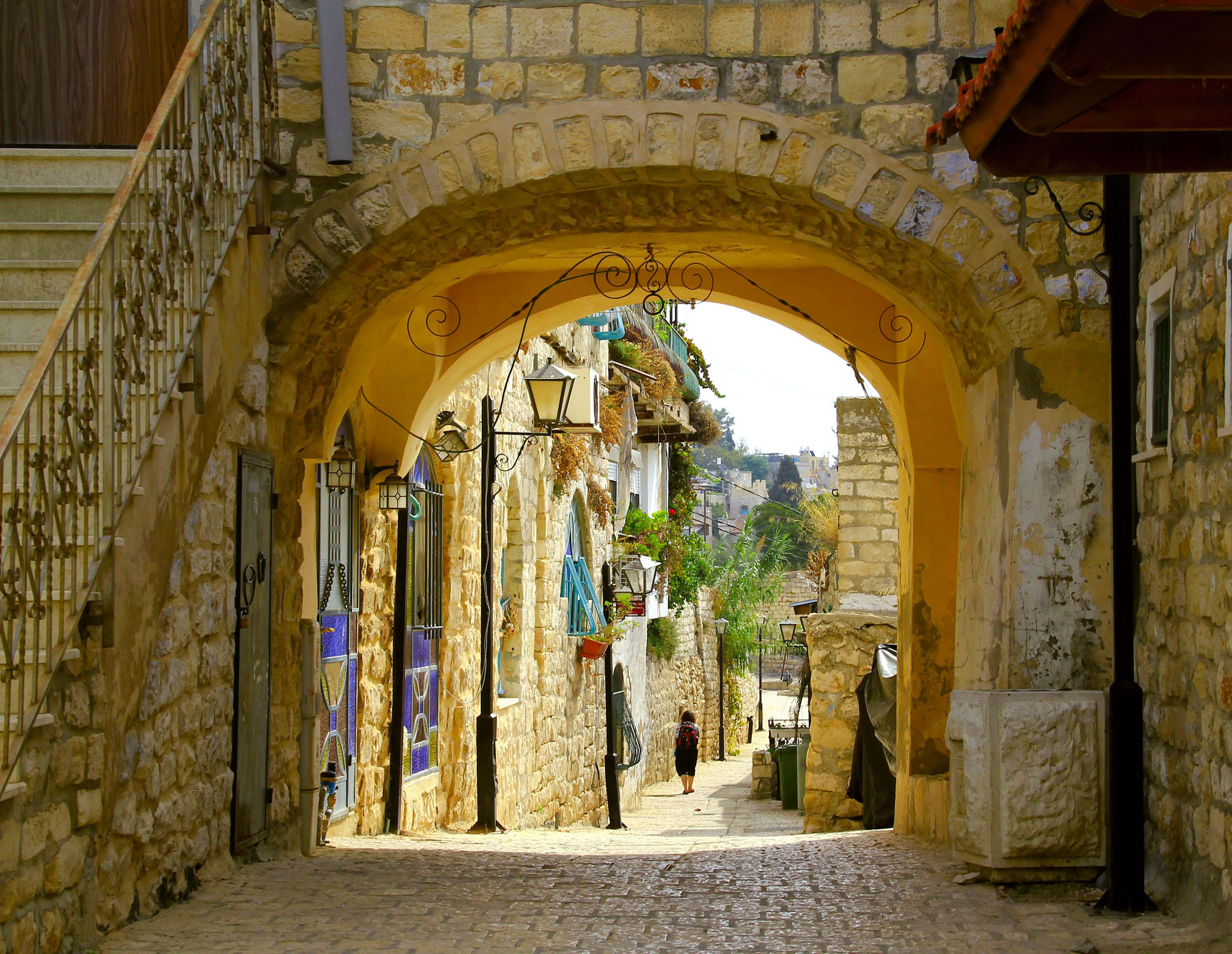
Porche à la vieille ville.
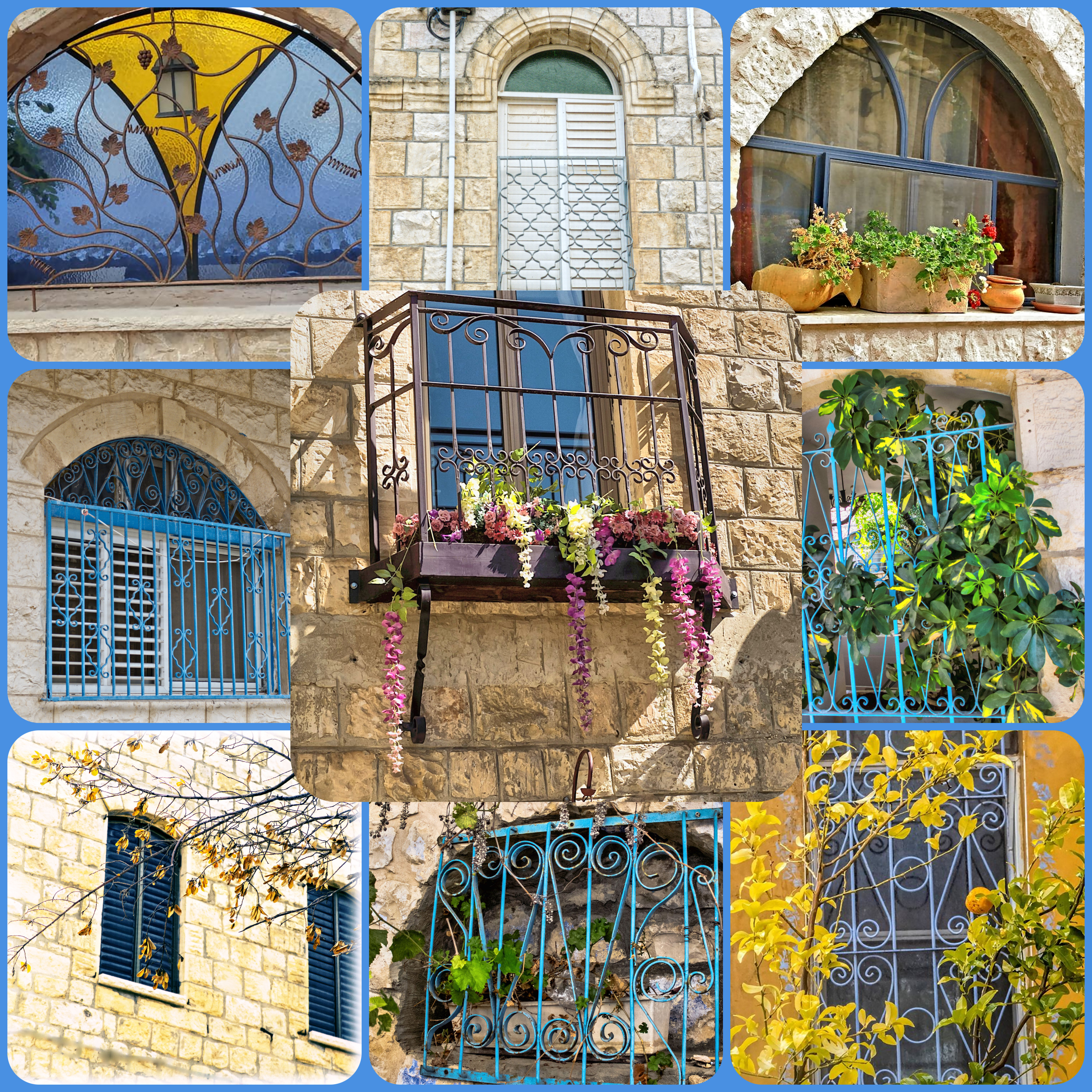
Mur de la vieille ville.
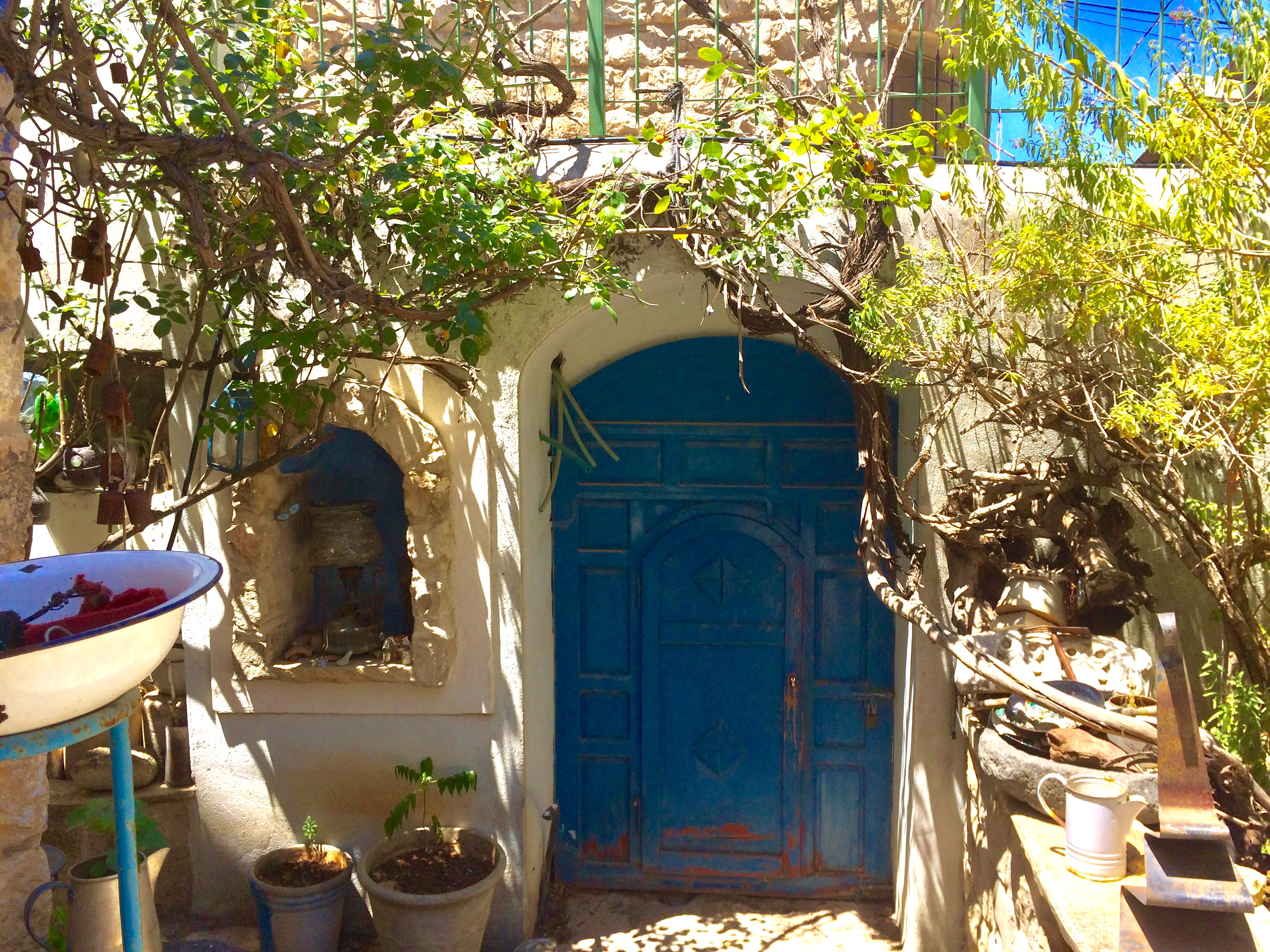
Porte bleue.
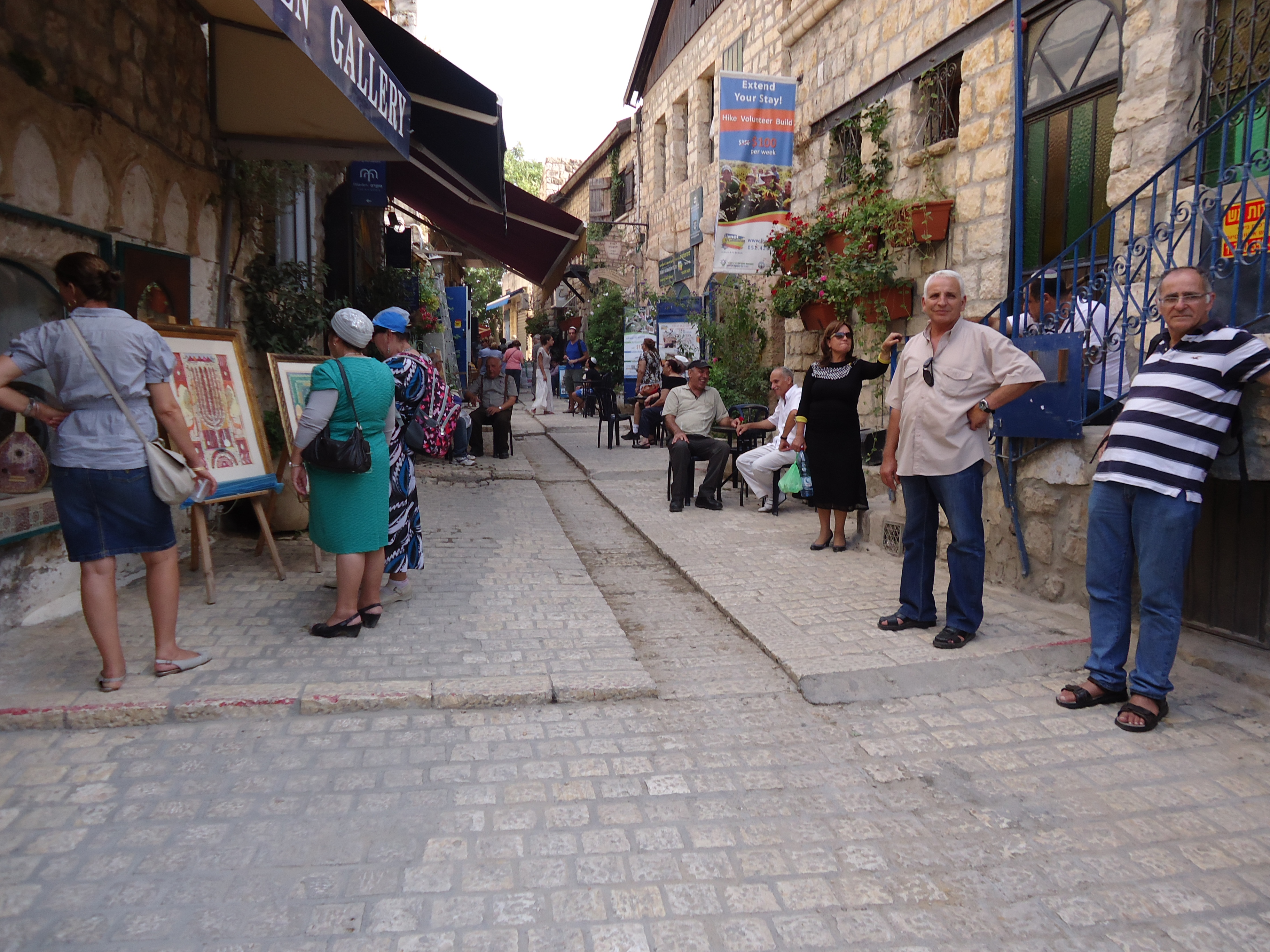
Rue des artistes.
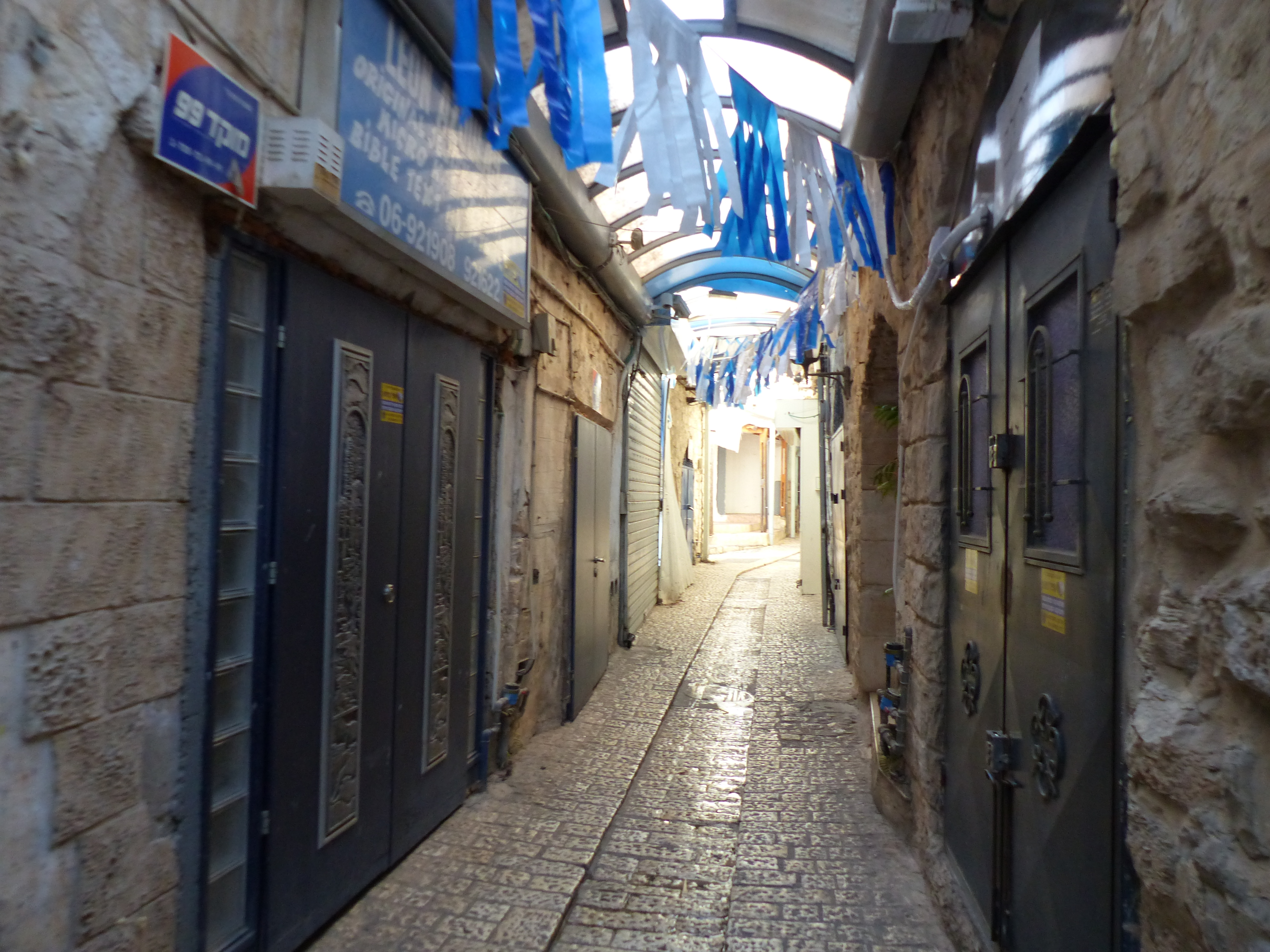
Ruelle.

### Tensions entre Arabes et Juifs
En 1974, 102 écoliers israéliens de la ville sont pris en otage par des Palestiniens du FPLP, 22 d'entre eux sont massacrés et 68 sont blessés. Les trois adultes qui accompagnaient les enfants sont assassinés.
En 2006, le Hezbollah tire 74 roquettes Katioucha sur la ville et 397 autres s’abattent à proximité faisant un mort et plusieurs blessés parmi la population civile,.
Le 23 octobre 2010, des heurts éclatèrent à nouveau entre Arabes et Juifs ultra-orthodoxes, avec échanges d'insultes et jets de pierres. Le 28 octobre, le polémiste israélien Gideon Levy a qualifié Safed dans une tribune publiée par Haaretz (classé à gauche) de « ville la plus raciste du pays ».
Cinquante rabbins ultra-orthodoxes cosignent une lettre rendue publique le 7 décembre 2010, dans laquelle ils affirment que « la Torah interdit de louer ou de vendre une propriété à un non-juif », les Arabes israéliens étant la principale cible de cette initiative, rapporte Yediot Aharonot. Shmuel Eliyahou, le grand-rabbin de Safed, est le premier, en octobre, à appeler les habitants de sa ville à ne pas louer ou vendre des appartements à des Arabes,. Plusieurs personnalités israéliennes dénoncent ce manifeste. Parmi elles, Noah Flug, le président de l’association chapeautant en Israël toutes les organisations de rescapés de la Shoah, exprime son indignation en soulignant que « les Nazis appelaient à ne pas louer aux juifs », relève le quotidien israélien.

## Panorama

Vue panoramique de Safed avec le mont Méron en arrière-plan.

## Personnalités originaires de Safed
- Joseph Karo (1488-1575), rabbin, législateur et codificateur
- Isaac Louria (1534-1572), rabbin et kabbaliste
- Salomon Alkabetz (1505-1584), rabbin et poète
- Al-Khalidi al-Safadi (en)(15? - 1625), Historien, conseiller politique et mufti hanafi de Safed
- Jussuf Abbo (1890-1953), sculpteur et graveur palestinien juif
- Wadie Haddad (1927-1978), militant palestinien chrétien orthodoxe
- Mahmoud Abbas (1935-), ancien Premier ministre et président de l'Autorité palestinienne depuis 2005.

## Jumelages
- Lille (France)
- Guarda (Portugal)